# 也速䚟儿
也速䚟儿（1254年—1298年），本名帖木儿，为元成宗避讳改名。元朝大臣，兀良哈氏，忽鲁浑之孙，大宗正札鲁忽赤哈丹之子。
也速䚟儿年轻时担任忽必烈的宿卫。后来跟随阿术攻打南宋，攻克襄阳、樊城，献计在阳罗堡击败宋朝将领夏贵，夺取鄂州。灭宋后，担任行中书省断事官、淮东道宣慰使。至元二十二年（1285年），因为通晓汉文，由中书省参议升任参知政事。至元二十三年（1286年），晋升为中书左丞，至元二十四年（1287年），担任尚书省平章政事。
跟随忽必烈征讨乃颜有功。至元二十七年（1290年），武平（今内蒙古宁城县西）地震，他奉旨前往赈灾。以辽阳行省到上都路远，请求改置驿站。
大德二年（1298年），奏请发兵攻打日本，元成宗没有同意。这年也速䚟儿去世。元顺帝时，追谥武襄。 

## 延伸阅读
[在维基数据编辑]
 《新元史/卷122》，出自柯劭忞《新元史》